# 弗特萊恩斯格拉本河
49°07′35″N 10°43′04″E / 49.12641°N 10.71771°E
弗特萊恩斯格拉本河是德國的河流，位於該國東南部，由巴伐利亞負責管轄，屬於瓦爾德阿爾特米爾河的右支流，河道全長1.6公里，流經魏森堡-貢岑豪森縣。